# Parafia św. Leonarda w Słupcy
Parafia Świętego Leonarda w Słupcy – jedna z 9 parafii leżącą w granicach dekanatu słupeckiego. Erygowana w 1990. Kościół parafialny drewniany z XVI wieku, na planie krzyża łacińskiego z wieżą z 1765, jeden z najcenniejszych tego rodzaju zabytków w Wielkopolsce, zwłaszcza dzięki wyposażeniu wnętrza. W parafii organizowane są kursy ceremoniarskie Archidiecezji gnieźnieńskiej.

## Rys historyczny
Parafia powstała w 1990 dekretem księdza biskupa Henryka Muszyńskiego.
W 2011 mocą dekretu Prymasa Polski kościół parafialny otrzymał statut Sanktuarium.

## Dokumenty
Księgi metrykalne:
- ochrzczonych od 1990 roku
- małżeństw od 1990 roku
- zmarłych od 1990 roku